# Slovenia
La Slovenia, ufficialmente Repubblica di Slovenia (in sloveno Republika Slovenija, in ungherese  Szlovén Köztársaság), è uno Stato sovrano dell'Europa centrale. Confina a ovest con l'Italia (Friuli-Venezia Giulia), a nord con l'Austria, a est con l'Ungheria e a sud con la Croazia, affacciandosi a sud-ovest sul mare Adriatico (golfo di Trieste). La sua capitale è Lubiana.
Dal 1º maggio 2004 la Slovenia è uno stato membro dell'Unione europea; dal 1º gennaio 2007 l'euro è diventato la valuta nazionale, sostituendo il tallero sloveno, adottato nel 1991 dopo l'indipendenza; precedentemente la moneta era il dinaro iugoslavo. Nella regione istriana del Paese vive una comunità autoctona italiana, mentre nella zona di confine orientale si trova quella ungherese; crescente è l'immigrazione serba e bosniaco-erzegovina. 
Dal 2000 la Slovenia è membro dell'Iniziativa Adriatico Ionica, che ha lo scopo di favorire il processo di integrazione dei paesi balcanici all'interno dell'Unione Europea. La Festa nazionale slovena, così come quella croata, ricorre il 25 giugno, anniversario della dichiarazione d'indipendenza del 1991 dalla Repubblica Socialista Federale di Jugoslavia.

## Storia
L'odierna Slovenia è stata abitata fin dalla preistoria. Sono stati ritrovati nella nazione dei fossili databili a circa 250 mila anni fa. il flauto di Divje Babe, trovato nel 1995 nella grotta di Divje Babe vicino Circhina, è probabilmente lo strumento musicale più antico mai reperto nella storia.
La storia del territorio della Slovenia e quella del popolo sloveno si intrecciano con le vicende delle potenze vicine nel corso dei secoli.
Lo sviluppo nel tempo della storia slovena si segue facendo riferimento alle sue province storiche: la Carniola al centro, la porzione meridionale della Stiria a oriente, e l'area alpino-litoranea a ovest.
Durante l'Impero romano, il territorio dell'odierno Stato era suddiviso fra la regione della Venetia et Histria a occidente, e la provincia della Pannonia a oriente, separate da una linea di confine lungo le Alpi Giulie ed il Carso che ritornerà più volte nella vicenda storica. Dopo la caduta dell'Impero, il paese entrò a far parte del regno di Odoacre e poi di quello ostrogoto, mentre nel VI secolo si insediarono nell'area le genti slave meridionali, cui si possono ricondurre gli attuali sloveni.
Nell'VIII secolo la zona passò sotto il dominio dei Franchi e dal 753 la Carniola fu cristianizzata dal monaco irlandese san Modesto inviato nella regione come corepiscopo di Carantania dal vescovo Virgilio di Salisburgo e dai missionari irlandesi o di scuola irlandese susseguiti dal vescovato di Salisburgo e dal Patriarcato di Aquileia. Sotto Carlo Magno, la Carniola fece parte della Marca del Friuli, ma poi divenne un margraviato autonomo, governato da un margravio di etnia slava con sede a Kranj, soggetto ai duchi di Carinzia. L'area occidentale alpino-litoranea invece continuò a far parte del Friuli storico.
Nel X secolo diverse cittadine e vallate della zona furono aggregate, seppur distanti, a Principati vescovili dell'area tedesca, mentre nel 1071 anche la Carniola fu sottoposta alla giurisdizione secolare dei Patriarchi di Aquileia. Questi la diedero in feudo alla casata di Babenberg, iniziando così il legame storico e statuale fra la Slovenia e l'Austria. Nel 1245, Federico II di Babenberg, duca d'Austria e di Stiria, ottenne il titolo di Ducato anche alla Carniola. Nel 1278 la città di Capodistria e la zona costiera istriana a lei vicina, fino a quel momento appartenuta al Patriarcato, si unì alla Repubblica di Venezia.
Seguì un periodo di governo della casa di Carinzia e Tirolo, che erano già signori anche dell'area di Gorizia, ma alla morte di Enrico di Carinzia e Tirolo nel 1335 la Carinzia, la Carniola, la Stiria ed altri possedimenti furono assegnati dall'Imperatore Ludovico il Bavaro a Ottone IV d'Asburgo. Dal 1335 pertanto iniziò il lungo periodo di dominio asburgico dell'attuale Slovenia, terminato solo dopo sei secoli nel 1918.
Dopo i rivolgimenti e i continui mutamenti di confini nell'età napoleonica, l'età della Restaurazione vide sancita l'annessione all'Impero d'Austria anche delle terre che erano state della Repubblica di Venezia, fra cui Capodistria e il litorale istriano.
Dopo la prima guerra mondiale e la caduta dell'Impero austro-ungarico, la maggior parte dell'attuale Slovenia entrò nel neonato Regno di Jugoslavia ("Regno dei serbi, dei croati e degli sloveni"); mentre un'altra parte, corrispondente alla Valle dell'Isonzo, alle zone di Idria e di Postumia ed alla parte carsico-istriana, dove era presente una popolazione d'etnia slovena (minoritaria lungo le coste e nei centri maggiori, maggioritaria nell'interno), fu attribuita al Regno d'Italia. La linea di confine stabilita dal Trattato di Rapallo (1920) iniziava sul monte Forno, passava per il Monte Gialuz, e per il monte Tricorno, sfiorava pendici occidentali del monte Blegos e le falde orientali del monte Nevoso per terminare sul confine dello Stato libero di Fiume. 
     ad occidente del confine di Rapallo: Territorio, abitato prevalentemente da sloveni, appartenente al Regno d’Italia dal 1920 al 1945 e passato alla Jugoslavia dopo la seconda guerra mondiale (dal 1991 assegnato alla Slovenia).
     Territorio etnicamente misto (italiani e sloveni) appartenente al Regno d’Italia dal 1920 al 1945, e assegnato alla Jugoslavia dopo la seconda guerra mondiale
(dal 1991 assegnato alla Slovenia).
     Territorio etnicamente misto (italiani e sloveni), appartenente al Regno d’Italia dal 1920 al 1945, e assegnato alla Repubblica italiana dopo la seconda guerra mondiale.
Durante la seconda guerra mondiale, nel 1941, la Jugoslavia venne invasa dagli eserciti dell'Asse, e la Slovenia fu divisa fra l'Italia (con la creazione della Provincia di Lubiana), la Germania e l'Ungheria. In quello stesso periodo, la popolazione tedesca dell'isola linguistica di Gottschee fu in larga parte espulsa, e l'area ripopolata con sloveni provenienti dalla zona sotto occupazione ungherese. Dal settembre 1943 anche la zona precedentemente annessa dall'Italia fu occupata dal Terzo Reich, e divenne parte della Zona d'operazioni del Litorale adriatico.
Per contrastare l'occupazione delle potenze dell'Asse in Slovenia si sviluppò un diffuso movimento resistenziale organizzato dal Fronte di Liberazione del Popolo Sloveno, fondato il 26 aprile 1941, il quale si coalizzò col più ampio movimento di liberazione popolare della Jugoslavia guidato da Josip Broz Tito. Tra aprile e maggio 1945 il 9º corpo partigiano sloveno e le unità della IV Armata dell'Esercito Popolare di Liberazione della Jugoslavia conquistarono quasi interamente il territorio abitato dal gruppo etnico sloveno.
Nel 1947, la Slovenia, divenuta repubblica federata della Jugoslavia socialista, ottenne la parte delle terre del Regno d'Italia abitate prevalentemente dalla popolazione autoctona slovena, espandendosi fino all'Isonzo, nel Carso ed inglobando gran parte delle Alpi Giulie. 
Nel 1954, con la soppressione del Territorio Libero di Trieste, la Slovenia jugoslava ottenne anche la porzione settentrionale della Zona B, corrispondente alla città di Capodistria e ai suoi dintorni, ancora oggi abitati da italiani, guadagnando così la sponda meridionale del golfo di Trieste e uno sbocco sul mare. Gran parte della popolazione autoctona italiana abbandonò il territorio con l'esodo giuliano-dalmata. Il confine meridionale con la Croazia fu fissato invece lungo il torrente Dragogna.
Il 25 giugno 1991 la Slovenia dichiarò l'indipendenza dalla Jugoslavia, e uscì relativamente indenne dal conflitto immediatamente scaturitone, denominato guerra dei dieci giorni, ottenendo nei mesi successivi il riconoscimento della propria sovranità. Il Paese riuscì quindi a non essere militarmente coinvolto nei successivi eventi delle guerre jugoslave.
Con l'indipendenza inizia un riavvicinamento della nazione al contesto storico-politico dell'Europa Centrale, nel quale si era svolta gran parte della sua storia. Nel 2004 la Slovenia entra a far parte dell'Unione europea e della NATO, e nel 2007 adotta l'euro come propria moneta.

## Geografia
La Slovenia si trova nell'Europa centro-meridionale, tra le Alpi e la penisola balcanica, con una superficie di 20273 km² (una superficie pari a quella della Puglia) è la seconda meno estesa tra le ex-repubbliche jugoslave dopo il Montenegro.

### Morfologia

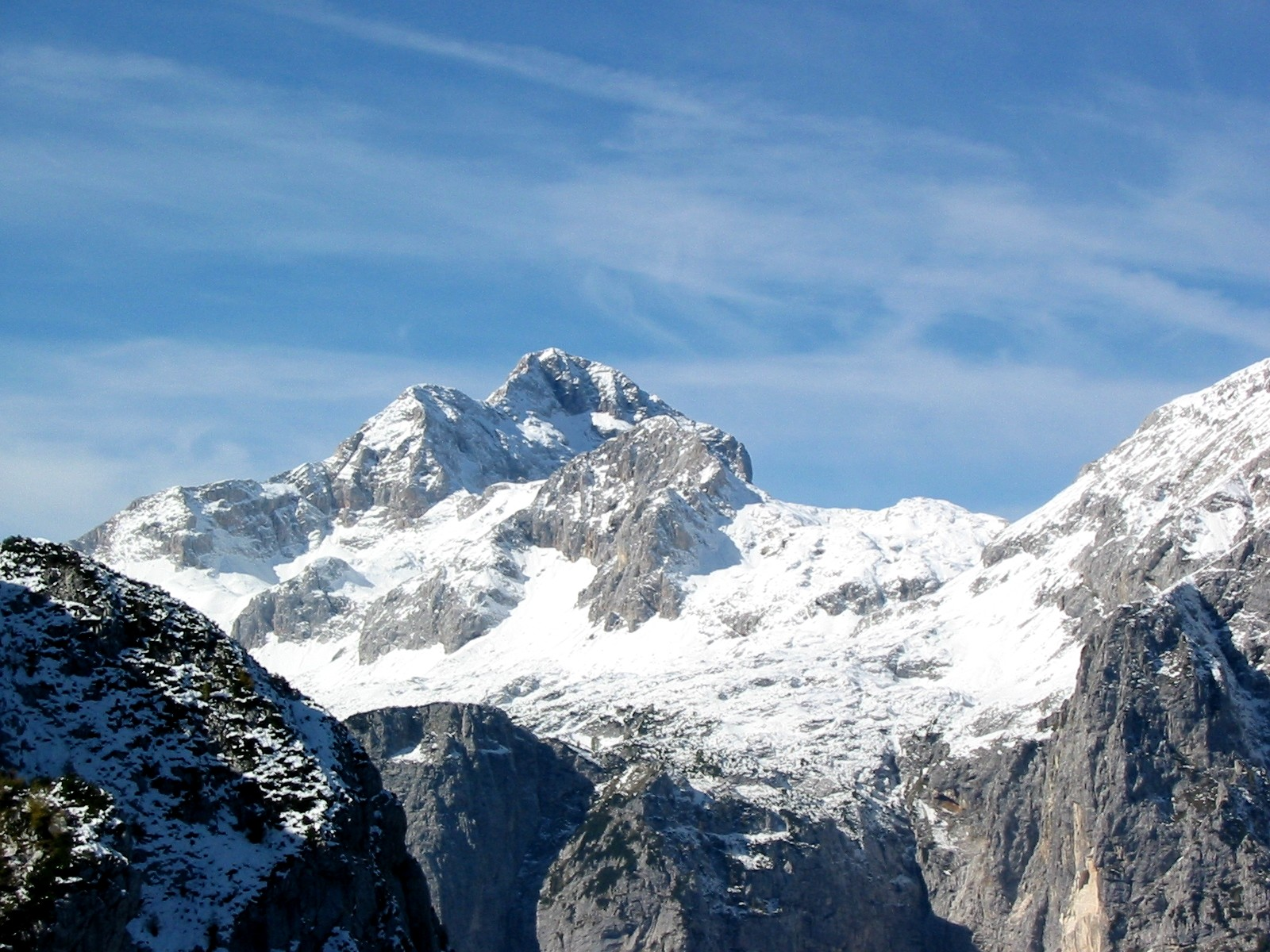
Il Monte Tricorno (Triglav)

La maggior parte del territorio sloveno si trova a più di 200 m sul livello del mare. Può essere suddiviso in tre zone: l'altopiano carsico (Kras), compreso tra il confine con l'Italia e Lubiana; la zona alpina e prealpina che occupa la maggior parte del paese e un lembo di pianura pannonica a est verso l'Ungheria.
L'altopiano carsico è caratterizzato da rocce calcaree soggette al caratteristico fenomeno detto, appunto, carsismo che comporta la formazione di cavità sotterranee in cui talvolta scorrono anche corsi d'acqua.
La zona alpina è composta, da ovest a est:
- dalle Alpi Giulie, nelle quali si trova la cima più alta della Slovenia, il monte Tricorno (Triglav 2864 m);
- dalla catena delle Caravanche;
- dalle Alpi di Kamnik e della Savinja;
- dal massiccio del Pohorje.

Oltre al Tricorno fra le montagne più alte del paese vi sono la Škrlatica (2740 m), il Mangart (2677 m), il monte Canin (Kanin, 2587 m), il Grintovec (2558 m), il monte Nero (Krn, 2245 m).

### Idrografia

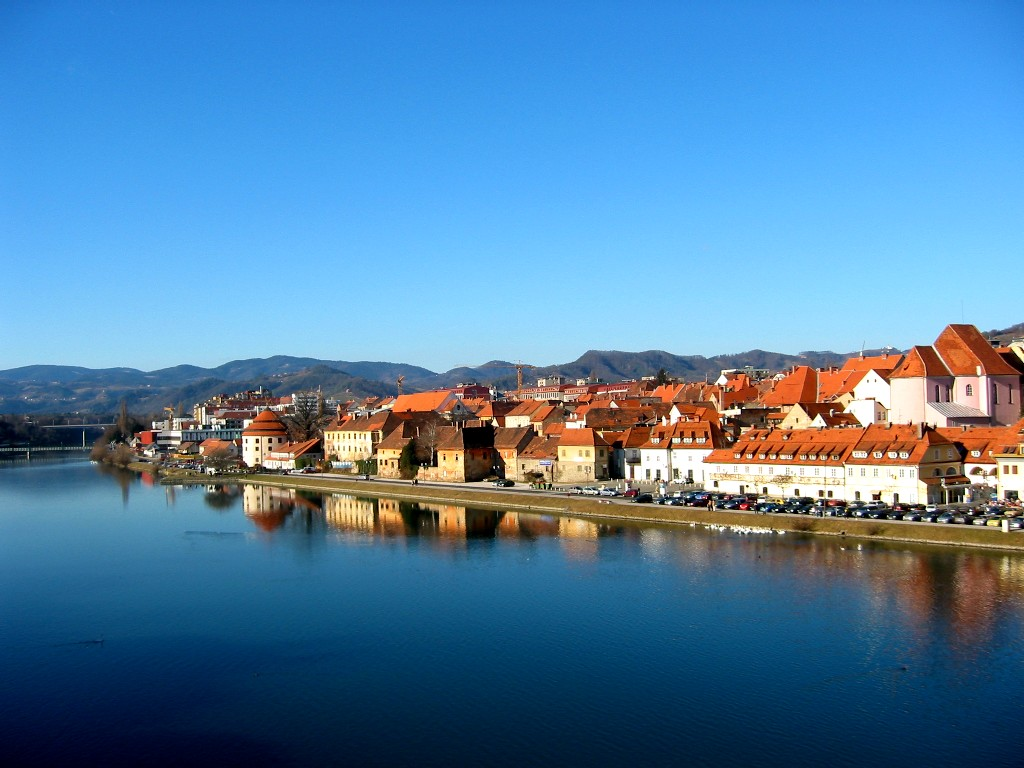
Drava a Maribor

I quattro principali fiumi del paese sono:
- l'Isonzo (Soča) che nasce nelle Alpi Giulie e sfocia nel mare Adriatico, in territorio italiano;
- la Sava, che nasce anch'essa nelle Alpi Giulie e attraversa la Slovenia per poi confluire nel Danubio in Serbia;
- la Drava, che nasce in Italia, attraversa la Carinzia, entra in Slovenia e poi nella Croazia dove riceve il suo tributario Mura segnando per un lungo tratto il confine con l'Ungheria poi, al confine con la Serbia, confluisce nel Danubio;
- il Kolpa che segna per un tratto il confine con la Croazia.

Il lago più esteso è quello di Cerknica, che può raggiungere i 38 km²: questo bacino ha la caratteristica di riempirsi e svuotarsi periodicamente a causa della presenza di fiumi carsici e inghiottitoi nel terreno sottostante; non raggiunge mai profondità superiori ai 3 m. Il secondo lago più esteso è quello di Bohinj, ai piedi del Tricorno, con una superficie di 3,28 km². Altro lago da segnalare, sebbene di ridotte dimensioni, è il lago di Bled: ha una superficie di appena 1,45 km² e può raggiungere una profondità di 30 m. Al centro del lago vi è un'isola ed essa è l'unica isola naturale della Slovenia.
La costa slovena si affaccia sul Golfo di Trieste per circa 46,6 km ed è principalmente rocciosa.

### Clima
Il clima è submediterraneo sulla costa, alpino sulle montagne e continentale, con estati calde (spesso mitigate dall'altitudine) e inverni freddi, negli altopiani e nelle valli orientali.
La temperatura media annua sul litorale adriatico (Portorose) è di 13,8 °C, con una media del mese più freddo, gennaio, di 4,9 °C e del mese più caldo, luglio, di 23,3 °C; a Lubiana, situata a quasi 400 metri di quota nella zona centrale, tali valori scendono rispettivamente a 9,3 °C per la media annua, −1,1 °C per la media di gennaio e 19,2 °C per la media di luglio.
Le precipitazioni sono variabili, con valori di circa 1000 mm sulla costa, 800 mm nel sud-est e 1400 mm nella Slovenia centrale; lungo l'arco alpino, nelle zone orograficamente meglio esposte alle correnti umide, si possono raggiungere anche i 3500 mm.

## Società
La Slovenia a fine 2022 conta 2 119 674 abitanti.
Comunità nazionali slovene autoctone esistono in tutti i quattro paesi confinanti: in Italia (nelle provincie di Trieste, Gorizia e Udine) sono stimate intorno alle 46 000 persone, in Austria (in Carinzia sono stimate tra le 20 000 e 40 000 persone, mentre in Stiria 5 000), in Ungheria (nel Porabje sono stimati 3 500 sloveni); anche in Croazia vi è una comunità nazionale slovena autoctona, in Istria settentrionale, nel Fiumano, nel Gorski Kotar e nel Medžimurje, ma anche nei pressi dei fiumi Kolpa e Sotla e il loro numero è stimato in circa 3 500 persone; in Croazia vive anche una consistente comunità slovena di emigranti, stimata in 10 000 individui).

### Evoluzione demografica
Il tasso di crescita annuo è dello 0,12% (stima 2000). L'aspettativa di vita è di 74 anni per gli uomini e di 81 anni per le donne; la mortalità infantile è del 4,1 per mille.
Circa il 51% della popolazione vive in aree urbane, il restante 49% in zone rurali; la densità abitativa, nel 2010, è di 101,4 abitanti per km².
La Slovenia è al diciottesimo posto al mondo per il tasso di suicidi.

### Etnie e le sue comunità
Il maggiore gruppo etnico è quello sloveno, omogeneamente distribuito in tutto il paese. Esistono poi due storiche minoranze autoctone, quella italiana (concentrata nel Litorale) e quella ungherese (nell'Oltremura), riconosciute dalla Costituzione, e alle quali sono garantiti seggi in Parlamento. Sono presenti consistenti etnie provenienti da altre ex-repubbliche jugoslave, principalmente serbi, croati, bosniaci, e albanesi.
Seguono i dati del censimento del 2002:
- Sloveni 94%,
- Serbi 2,0%,
- Croati 1,8%,
- Bosniaci 1,1%,
- altri (ungheresi, albanesi, rom, italiani ed altri) 1,1%.

#### La presenza autoctona di italiani

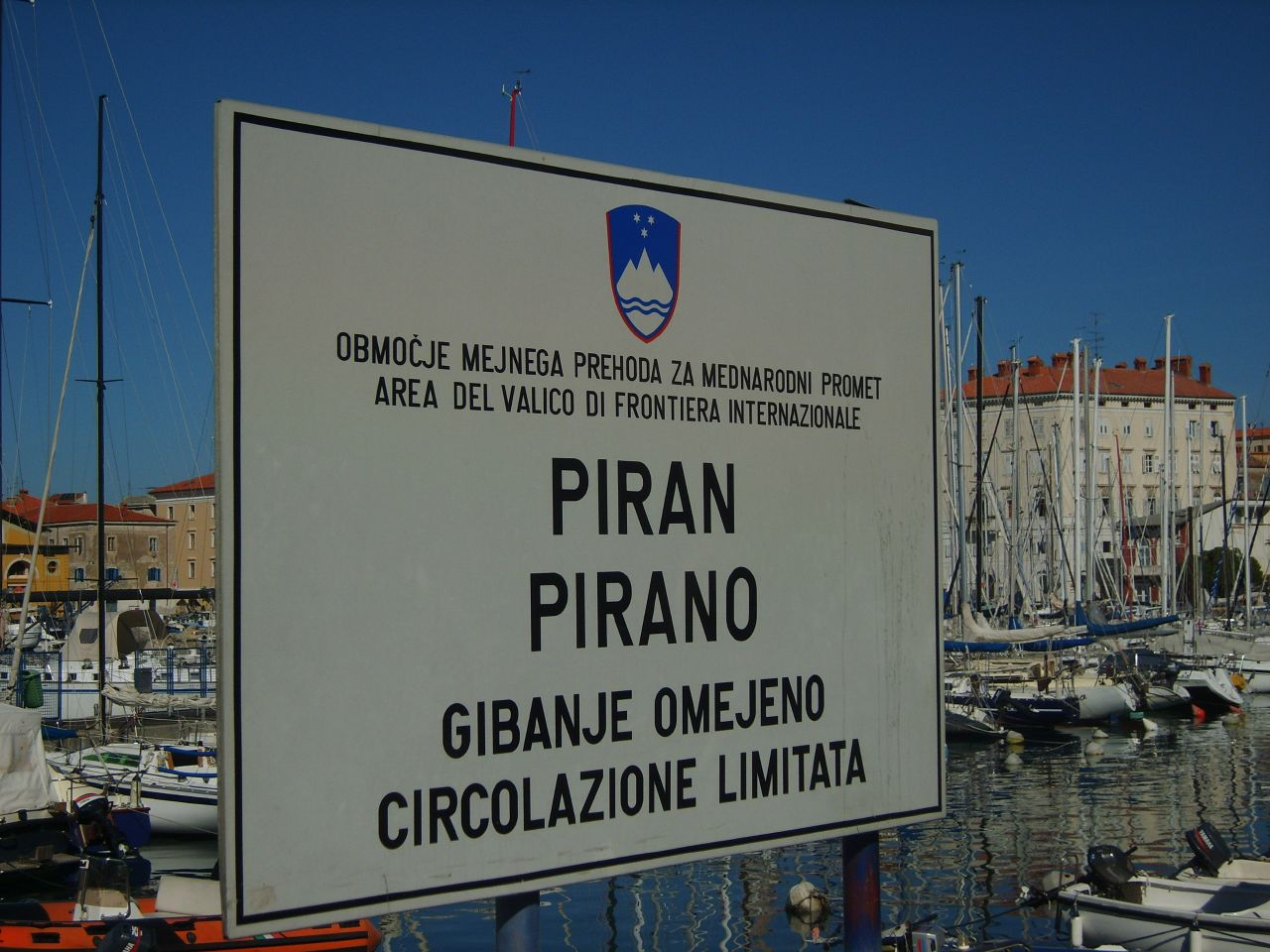
Cartello bilingue sloveno-italiano a Pirano, in Istria

Gli Italiani di Slovenia rappresentano una minoranza residuale di quelle popolazioni italiane autoctone che abitarono per secoli ed in gran numero, le coste dell'Istria e le principali città di questa, che erano territori della Repubblica di Venezia. In Istria, secondo i censimenti austriaci che raccolsero le dichiarazioni relative alla lingua d'uso nel 1880, 1890, 1900 e 1910, nella regione geografica istriana gli italofoni contavano dal 37,59% (1910) al 41,66% (1880) della popolazione totale, concentrati nella aree costiere occidentali dove raggiungevano anche il 90%. Hanno subito una drastica riduzione dovuta all'esodo giuliano dalmata, che è stato causato dall'occupazione del territorio da parte dell'esercito jugoslavo durante la seconda guerra mondiale e dalle persecuzioni perpetrate da questo nei confronti della popolazione italiana, che sono conosciute come "massacri delle foibe".
Secondo il censimento sloveno del 2002 in Slovenia ci sono 3 762 abitanti di nazionalità italiana, che sono organizzati nell'Unione Italiana. La lingua italiana viene insegnata in tutte le istituzioni statali nella zona del Litorale. Le maggiori comunità italiane sono a Ancarano, Capodistria, Pirano e Isola d'Istria che sono tutti e quattro comuni bilingui sloveno-italiani. Inoltre alla comunità italiana è garantito un seggio al Parlamento sloveno, occupato ininterrottamente da Roberto Battelli dal 1990 al 2018, al quale è succeduto Felice Žiža con le elezioni del 2018.

#### La presenza autoctona di ungheresi
La comunità ungherese è concentrata soprattutto in tre comuni dell'Oltremura che sono bilingui sloveno-ungheresi. Anche alla comunità ungherese è garantito un seggio al Parlamento sloveno.

### Religione
Secondo i dati del censimento 2002 la popolazione slovena si ripartisce in:
- Cristiani: 60,9%;
  - Cattolici: 57,8%;
  - Ortodossi: 2,3%;
  - Protestanti: 0,8%;
- Atei e agnostici: 10,2%;
- Musulmani: 2,4%;
- Altre: 0,2%;
- Credenti non aderenti a religioni riconosciute: 3,5%
- Nessuna risposta o sconosciuto: 22,8%.

### Lingue
La lingua ufficiale su tutto il territorio è lo sloveno. Ad essa si affianca l'italiano nei quattro comuni litoranei di Ancarano, Capodistria, Isola d'Istria e Pirano, e l'ungherese in tre comuni di Oltremura (Dobrovnik/Dobrónak, Hodoš/Hodos e Lendava/Lendva). I locutori di madrelingua italiana sono 3 762 (lo 0,18% della popolazione), mentre la lingua italiana è parlata, come lingua straniera, dal 15% della popolazione (309 400 persone). Sloveno, italiano e ungherese sono le lingue elencate come ufficiali nella Costituzione. Come tali, tutte le leggi e i documenti di interesse nazionale sono redatti in tutte e tre le lingue, così come i passaporti. Inoltre i cittadini sloveni di lingua italiana e ungherese hanno diritto ad almeno un seggio nel Parlamento sloveno. Gli altri atti pubblici sono redatti in lingua slovena, mentre vengono redatti anche in italiano e in ungherese nelle zone dove queste hanno, a fianco dello sloveno, lo status di lingua ufficiale.

## Politica

### Ordinamento dello Stato
La Slovenia è una Repubblica parlamentare.

### Parlamento
In Slovenia vige un bicameralismo imperfetto, vale a dire che i due rami del Parlamento non hanno gli stessi poteri.
L'Assemblea nazionale (Državni Zbor) rappresenta la camera bassa e conta 90 componenti, eletti con un sistema elettorale misto maggioritario-proporzionale direttamente dai cittadini, con due seggi riservati alle comunità nazionali autoctone italiana e ungherese. Il mandato è di quattro anni.
L'Assemblea nazionale concede o revoca la fiducia al Governo, su proposta del Primo ministro nomina e revoca i ministri e ratifica con una maggioranza dei 2/3 dei suoi membri (60) i trattati internazionali, oltre a indire il referendum vincolante per la ratifica degli stessi.
L'iniziativa legislativa appartiene ai deputati e al Governo. Una legge può essere proposta anche da 5 000 elettori.
Il Consiglio nazionale (Državni Svet) rappresenta la camera alta e conta 40 componenti, così ripartiti:
- quattro rappresentanti dei datori di lavoro;
- quattro rappresentanti dei dipendenti;
- quattro rappresentanti dei contadini, artigiani e liberi professionisti;
- sei rappresentanti dei settori di attività non economiche;
- ventidue rappresentanti degli interessi locali.

Il Consiglio nazionale propone all'Assemblea nazionale l'adozione di leggi ed esprime all'Assemblea nazionale il proprio parere su tutti gli affari di sua competenza. Prima della promulgazione di una legge può richiedere all'Assemblea nazionale una seconda deliberazione, può chiedere un'indagine su affari di carattere pubblico, può chiedere la indizione di un referendum.
L'elezione del Consiglio nazionale avviene ogni cinque anni.

### Presidente della Repubblica
Il Presidente della Repubblica è eletto dal popolo per un mandato di cinque anni. Può essere eletto solamente due volte consecutive.
Rappresenta l'unità della nazione ed è capo delle forze armate. Promulga inoltre le leggi, accredita i diplomatici sloveni all'estero e riceve le credenziali di quelli stranieri in Slovenia, promulga i trattati internazionali.

### Governo
Il Governo è composto dal Presidente e dai ministri. Nell'ambito delle loro competenze il Governo e i singoli ministri sono autonomi e responsabili verso l'Assemblea nazionale.
Il Presidente della Repubblica, dopo le consultazioni con i capigruppo dei deputati, presenta all'Assemblea nazionale il candidato a Presidente del Governo. Il Presidente del Governo viene eletto dall'Assemblea a maggioranza dei voti di tutti i deputati.
I ministri vengono nominati e destituiti dall'Assemblea nazionale su proposta del Presidente del Governo. Prima della nomina il ministro proposto deve presentarsi davanti alla competente commissione dell'Assemblea e rispondere alle interrogazioni.

### Magistratura
Al vertice della Magistratura c'è la Corte suprema.
L'Assemblea nazionale elegge i giudici su proposta del Consiglio della magistratura. Il Consiglio della magistratura è composto da undici membri: cinque sono eletti su proposta del Presidente della Repubblica dall'Assemblea nazionale, sei sono invece eletti nelle proprie file tra i giudici.

### Corte costituzionale
È formata da nove giudici eletti dall'Assemblea nazionale su proposta del Presidente della Repubblica. Il suo presidente è eletto in seno alla stessa con voto segreto e svolge il suo mandato per tre anni. Essa giudica sulla conformità delle leggi rispetto alla Costituzione, delle leggi e dei regolamenti rispetto ai trattati internazionali ratificati e rispetto ai principi del diritto internazionale, dei regolamenti rispetto alla Costituzione e alle leggi.

### Inno nazionale della Repubblica di Slovenia

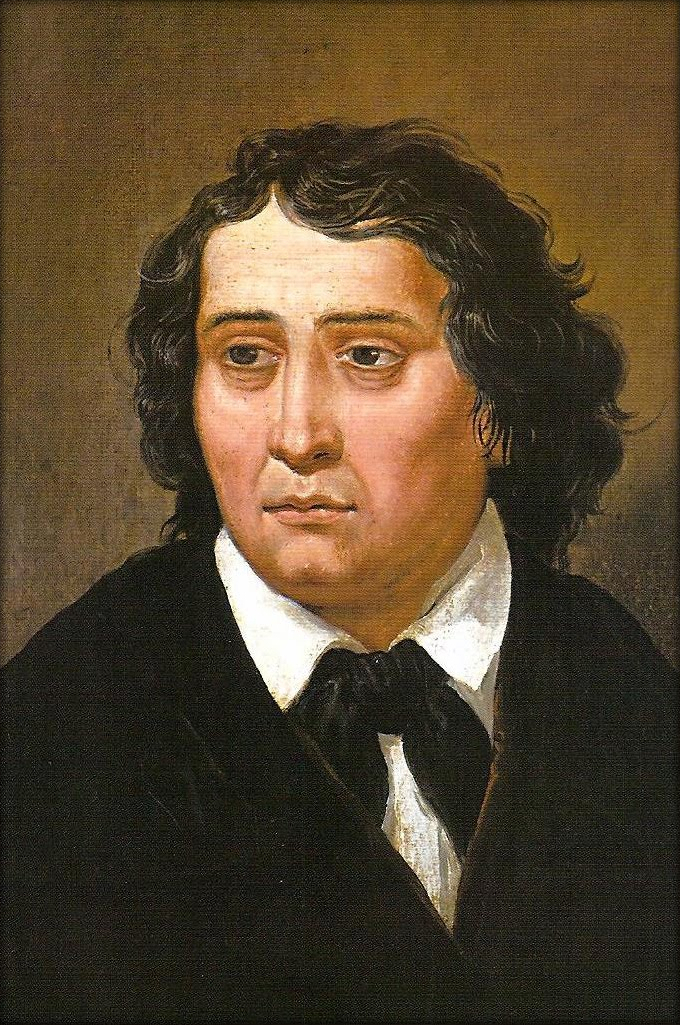
Ritratto del poeta sloveno France Prešeren – autore della poesia “Zdravljica”, da cui è tratto l'inno nazionale sloveno.

| Živé naj vsi naródi,        | Vivano tutti i popoli                         |
| ki hrepené dočakat dan,     | che anelano al giorno                         |
| da, koder sonce hodi,       | in cui la discordia verrà sradicata dal mondo |
| prepir iz svéta bo pregnan, | ed in cui ogni nostro connazionale            |
| da rojak                    | sarà libero,                                  |
| prost bo vsak,              | ed in cui il vicino                           |
| ne vrag, le sosed bo mejak! | non un diavolo, ma sarà un amico!             |

### Relazioni con l'Unione europea
Queste le tappe già percorse del processo di integrazione:
| Data o periodo      | Evento |
| ------------------- | --- |
| 10 giugno 1996      | Presenta la domanda di adesione. |
| 31 marzo 1998       | Apre i negoziati di adesione all'Unione europea. |
| 13 dicembre 2002    | Chiusura dei negoziati di adesione all'Unione europea. |
| 23 marzo 2003       | Mediante un referendum popolare gli sloveni approvano la ratifica del Trattato di adesione all'Unione europea. |
| 14 aprile 2003      | Il Consiglio europeo approva l'adesione slovena all'Unione europea. |
| 16 aprile 2003      | Ad Atene firma il Trattato di adesione all'Unione europea. |
| 1º maggio 2004      | Diventa membro dell'Unione europea. |
| 2 marzo 2006        | Presenta richiesta di essere sottoposta all'esame sui criteri di convergenza. |
| 15 e 16 maggio 2006 | La Banca centrale europea e la Commissione europea pubblicano le loro relazioni sul rispetto dei parametri di Maastricht da parte slovena, nelle quali propongono l'adesione slovena all'eurozona a partire dal 2007.                                             |
| 16 giugno 2006      | Il Consiglio europeo autorizza l'adozione dell'euro per la Slovenia |
| 11 luglio 2006      | Dopo la decisione dei capi di Stato o di governo, i ministri dell'economia e delle finanze (Ecofin) abrogano la deroga di cui godeva per l'adozione della moneta unica, fissando il seguente tasso irrevocabile di conversione: 1 euro = 239,640 talleri sloveni. |
| 1º gennaio 2007     | Adotta l'euro, che sostituisce definitivamente il tallero sloveno il 14 gennaio. |
| 21 dicembre 2007    | Aderisce agli accordi di Schengen. |
| 1º semestre 2008    | Ricopre la presidenza di turno dell'Unione europea, primo fra i nuovi stati membri. |

## Suddivisioni storiche ed amministrative

### Regioni statistiche

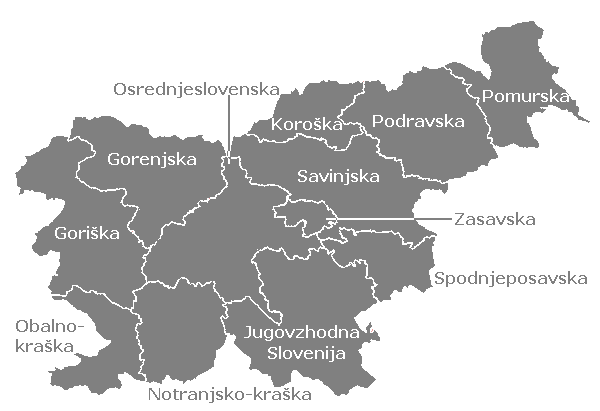

La Slovenia è suddivisa in 12 regioni statistiche (Statistične regije), che non hanno carattere amministrativo, ma solamente statistico. Ognuna è formata da vari comuni (občina) per un totale di 210, di cui 12 con lo status di città (mestna občina).

### Province tradizionali

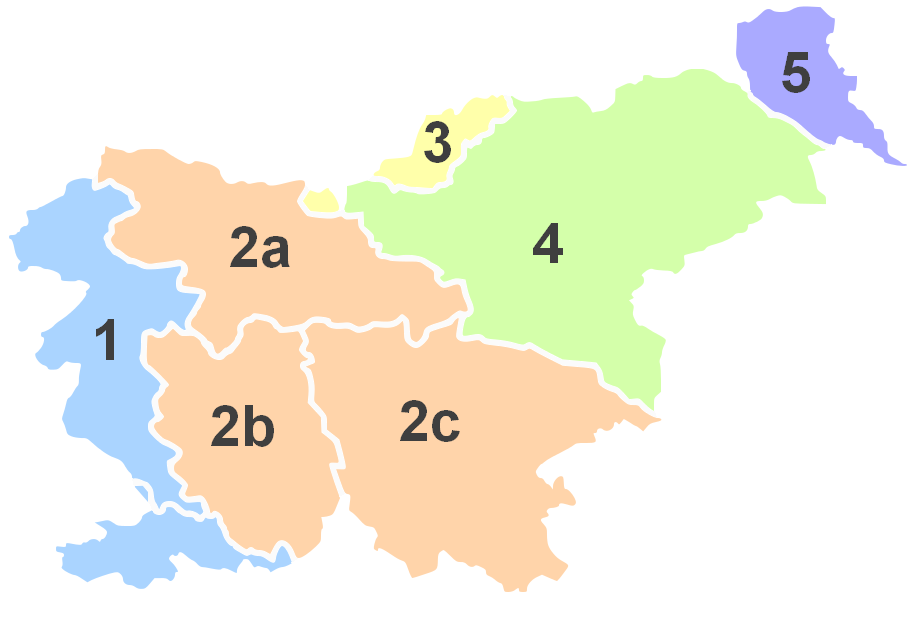
1: Primorska (Litorale)
2: Kranjska (Carniola)
2a: Gorenjska (Alta Carniola)
2b: Notranjska (Carniola interna)
2c: Dolenjska e Bela Krajina (Bassa Carniola e Carniola Bianca)
3: Koroška (Carinzia)
4: Štajerska (Stiria)
5: Prekmurje (Oltremura)

La Slovenia è suddivisibile anche secondo 7 province tradizionali (pokrajine), senza alcun valore amministrativo ma solo storico e culturale.
1. Litorale sloveno (Primorska)
2. Carniola (Kranjska)
2a Alta Carniola (Gorenjska)
2b Carniola interna (Notranjska)
2c Bassa Carniola (Dolenjska) e Marca Bianca (Bela Krajina)
3. Carinzia slovena (Koroška)
4. Stiria slovena (Štajerska)
5. Oltremura (Prekmurje)

### Rivendicazioni territoriali
La Slovenia confina a nord con l'Austria e l'Ungheria, a est e a sud con la Croazia, a ovest con l'Italia.
Esistono attualmente varie dispute di confine con la Croazia. La Slovenia richiede la cessione da parte della Croazia di alcune delle sue acque territoriali a ovest di Umago per potere accedere direttamente alle acque internazionali.
Altre controversie tra le due ex repubbliche jugoslave riguardano l'assegnazione di alcune piccole unità catastali nei pressi del monte Gorjanci e lungo il fiume Mura.

### Città principali
Di seguito sono riportati i comuni sloveni superiori ai 25 000 abitanti, ordinati per popolazione:
| Città                          | Abitanti |
| ------------------------------ | -------- |
| Lubiana (Ljubljana)            | 289.518  |
| Maribor (Marburgo sulla Drava) | 110.871  |
| Kranj (Craimburgo o Carnio)    | 55.950   |
| Celje (Cilli o Celie)          | 49.377   |
| Novo mesto                     | 36.533   |
| Domžale                        | 35.675   |
| Velenje                        | 32.802   |
| Nova Gorica                    | 31.638   |
| Kamnik                         | 29.487   |
| Krško                          | 25.833   |
| Slovenska Bistrica             | 25.524   |
| Capodistria (Koper)            | 25.521   |

## Istituzioni

### Università
La prima e la più grande università della Slovenia venne fondata nel 1919: si tratta dell'Università di Lubiana.

## Economia

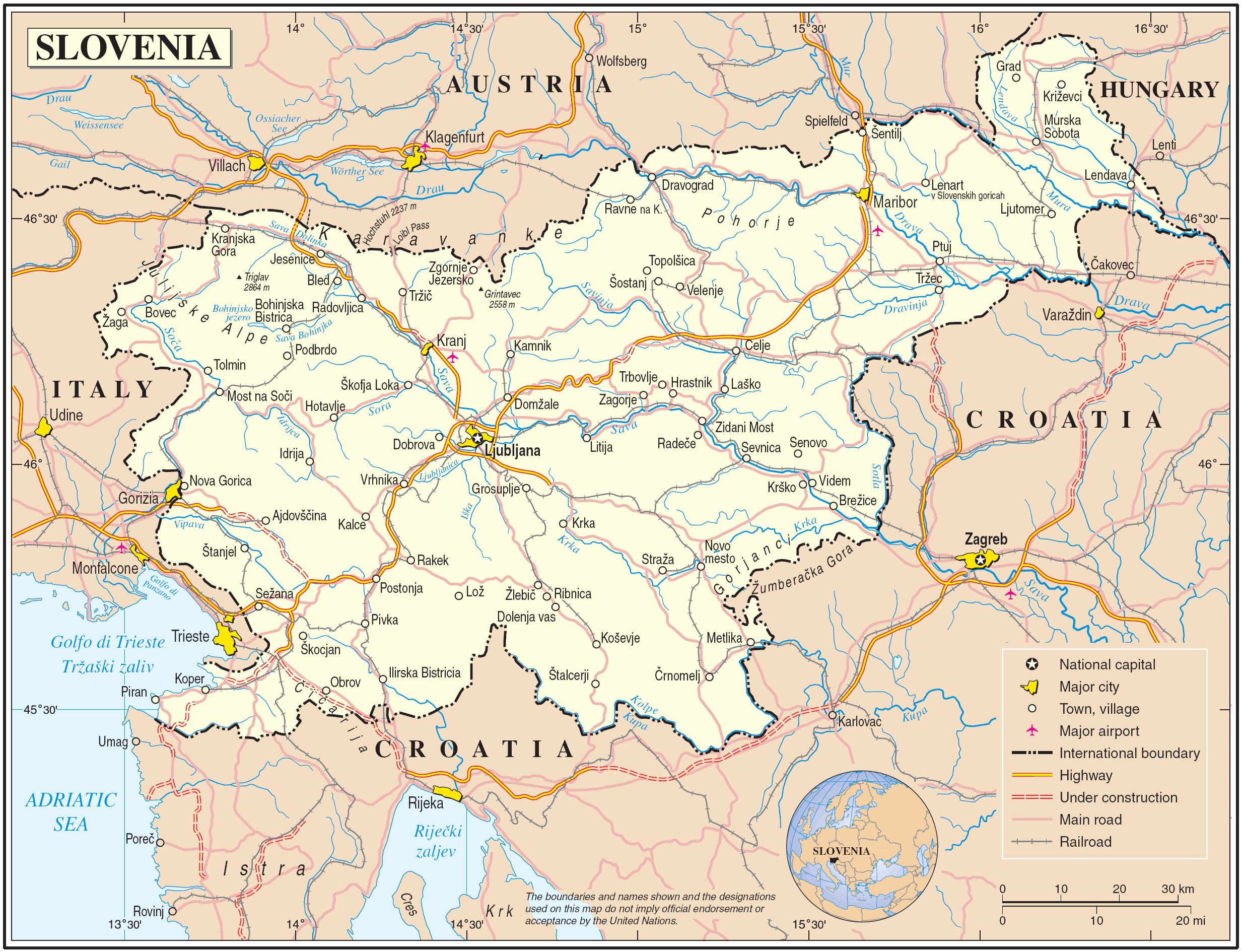
Slovenia

### Settore primario
L'agricoltura contribuisce al 6% del PIL (in particolar modo grano e granturco).

### Settore secondario
All'interno dell'economia slovena, il settore industriale è quello più significativo, occupando il 40% del PIL. In particolar modo sono sviluppati l'industria siderurgica e del legno, mentre sono in forte crescita l'industria elettronica, elettrodomestici e trasporti.
In particolar modo, nonostante le sue ridotte dimensioni, la Slovenia può contare su Petrol, compagnia petrolifera nazionale equivalente in Italia all'Eni.

### Settore terziario
Il settore economico turistico è prevalentemente montano, mentre rimane marginale il settore turistico balneare data la scarsa estensione delle coste. Fra le zone di un certo rilievo vanno menzionate le grotte di Postumia (Postojna) e il lago di Bled.
Degno di nota è il grande proliferare di imprese di import/export grazie alla posizione strategica della nazione, che ne ha determinato sempre un crocevia. Il settore del commercio, in generale, contribuisce al 10,8% del PIL.
Molto importante per l'economia slovena è il gioco d'azzardo: molto frequentati sono i casinò, soprattutto quelli sul confine italiano a Nova Gorica.

#### Trasporti
L'infrastruttura stradale dispone di una rete autostradale in via di ammodernamento. Dal 1º luglio 2008 è obbligatorio l'uso di un bollino (vinjeta), che può avere validità settimanale, mensile, semestrale od annuale, per percorrere tutte le autostrade e le superstrade slovene.
La Slovenia dispone di tre aeroporti internazionali: l'Aeroporto di Lubiana-Brnik, intitolato a Jože Pučnik (Letališče Jožeta Pučnika Ljubljana), che si trova a Brnik, 26 km a nord della capitale, l'Aeroporto di Maribor-Orehova Vas intitolato a Eduardo Rusjan presso Slivnica e l'aeroporto di Portorose presso Sicciole. Ci sono poi altri aeroporti minori.
La compagnia aerea nazionale è stata (dichiarò il fallimento nel 2019) l'Adria Airways.
Lungo il fiume Sava corre la linea ferroviaria che collega la Germania e l'Austria con i Balcani. Un'altra importante linea ferroviaria che attraversa la Slovenia parte da Trieste in Italia ed arriva in Ungheria, attualmente in fase di ammodernamento nell'ambito del progetto del corridoio V.

## Ambiente
È prevalentemente montuoso/collinare. È attraversata da 2 fiumi principali: Drava e Sava
Il parco nazionale del Tricorno è l'unico parco nazionale della Slovenia e si trova nel nord ovest del paese, non lontano dalla frontiera italiana ed austriaca.

## Cultura

### Letteratura

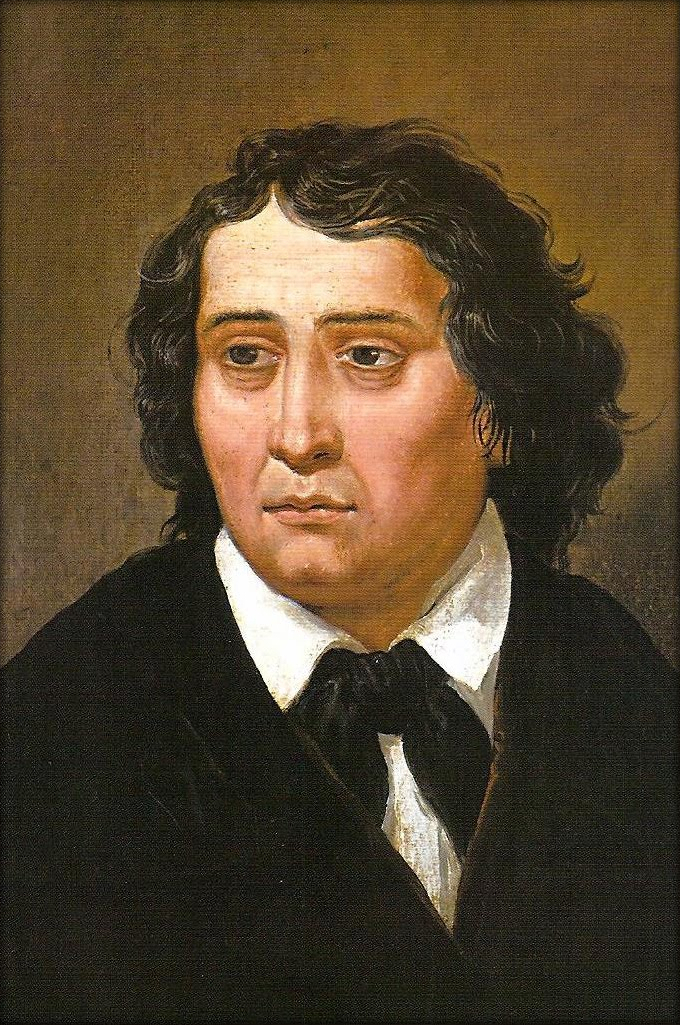
France Prešeren, il poeta nazionale sloveno.

La produzione letteraria slovena ebbe un primo periodo di splendore nel XVI secolo con la Riforma: si distinse la figura di Primož Trubar, Jurij Dalmatin, traduttore della Bibbia in lingua slovena e Adam Bohorič, autore, nel 1584, della prima grammatica slovena.
Nel XIX secolo la letteratura slovena raggiunge il momento di massimo splendore con Ivan Cankar nel romanzo e soprattutto con France Prešeren, il poeta nazionale sloveno, autore della poesia Zdravljica (oggi inno nazionale sloveno), la cui figura oggi è celebrata, il giorno della sua morte, l'8 febbraio, con il Giorno della Cultura Slovena.

### Arte
Nel campo dell'architettura nel XX secolo si afferma la figura di Jože Plečnik, considerato spesso l'architetto sloveno più importante.

### Patrimoni dell'umanità
Alcuni siti della Slovenia sono iscritti nella lista dei patrimoni dell'umanità dell'UNESCO.

### Musica
Tra i musicisti e cantanti che si sono maggiormente distinti ricordiamo, tra gli altri, Rebeka Dremelj e soprattutto Slavko Avsenik, re del folk sloveno, interprete di canzoni famose come Na Golici (1955): questa canzone ebbe un notevole successo a livello mondiale.
Nell’ambito della musica colta è da ricordare Matija Bravničar, tra i primi compositori sinfonici della Slovenia, presidente dell'Unione dei compositori iugoslavi e membro dell'Accademia slovena delle Scienze e delle Arti.

### Cinema
Anche in campo cinematografico la Slovenia si è affermata con registi come Jan Cvitkovič, il cui Odgrobadogroba - Di tomba in tomba (2005), è stato riconosciuto come miglior film al Torino Film Festival, e ancora Damjan Kozole con Slovenian Girl (2009), che ha avuto diversi riconoscimenti internazionali.

### Scienza

#### Chimica
Nel XX secolo si distinse Fritz Pregl, Premio Nobel per la chimica, nel 1923 “per l'invenzione del metodo di microanalisi delle sostanze organiche”.

#### Matematica
Nel XVIII secolo si distinse la figura di Jurij Vega, che diede importanti contributi nel campo dei logaritmi, e propose un sistema metrico decimale, in seguito adottato, nel 1871, dall'Impero asburgico di allora.

#### Apicoltura

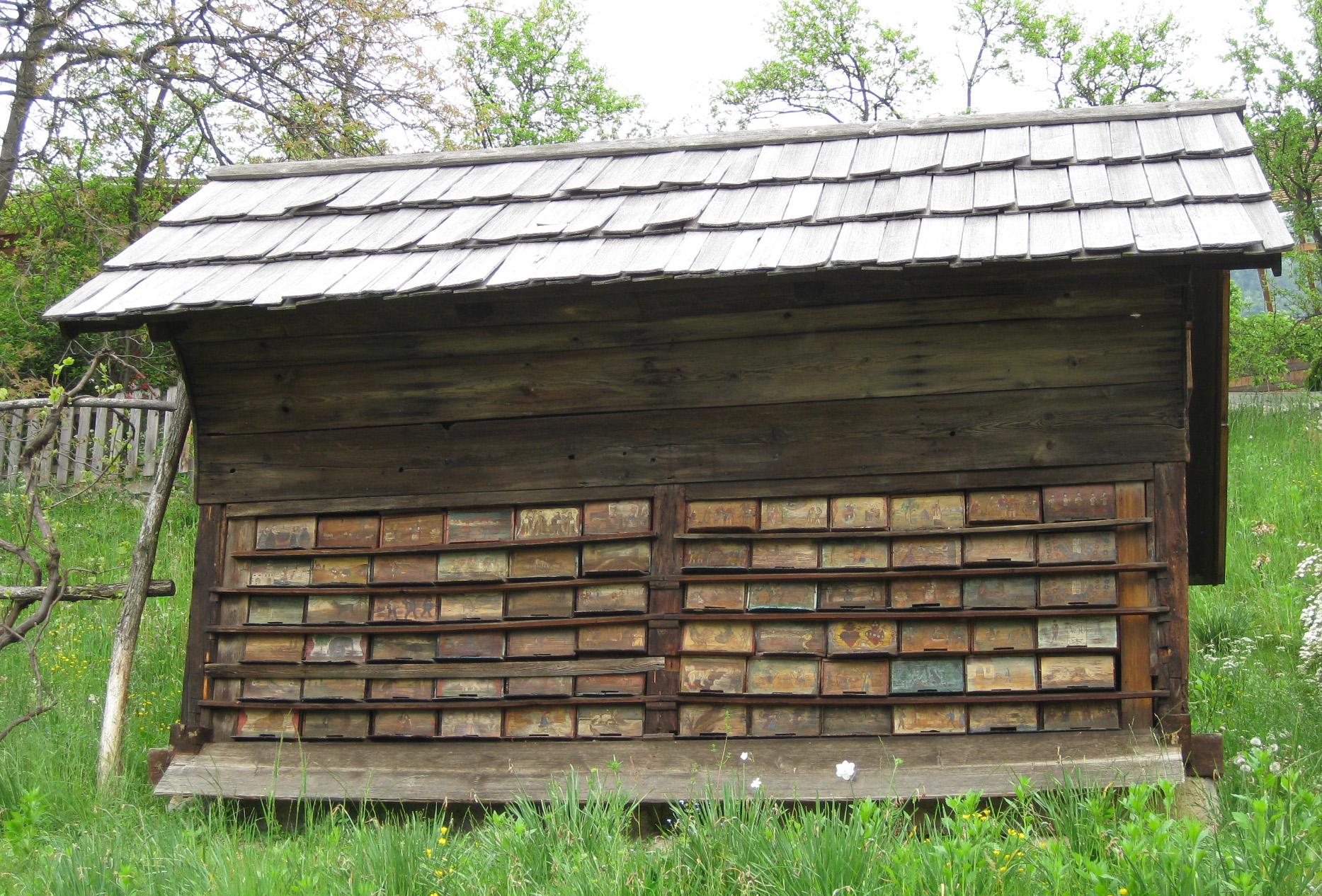
Apiario di Anton Janša, pioniere della moderna apicoltura.

Nel XVIII secolo si affermò la figura dell'apicoltore sloveno Anton Janša (1734-1773), pioniere della apicoltura moderna: la sua figura ha assunto rilevanza internazionale in quanto il 20 maggio di ogni anno, in onore alla sua data di nascita, si celebra la Giornata mondiale delle api.

#### Slovenia nello spazio
3 settembre 2020: vengono lanciati TRISAT e NEMO-HD, i primi satelliti sloveni nello spazio.
In ambito spaziale ricordiamo la figura dell'ingegnere Hermann Noordung, tra i pionieri dei viaggi nello spazio.

## Sport

### Sci alpino
- Nella disciplina dello sci alpino ricordiamo Ilka Štuhec, campionessa del mondo nella discesa libera ai Campionati mondiali di sci alpino 2017, in Svizzera. Tina Maze è stata la più vincente e titolata atleta slovena.

### Motocross
Tim Gajser (Poetovio, 8 settembre 1996) è un pilota motociclistico sloveno, campione del mondo MX2 nella stagione 2015 e campione del mondo MXGP 2016 e 2019 e 2020.

### Pallacanestro
- Il 17 settembre 2017 la nazionale maschile di pallacanestro sconfigge a Istanbul la Serbia e vince per la prima volta un campionato europeo.

### Ciclismo
Anche nel ciclismo la Slovenia presenta importanti personalità: tra questi ricordiamo il ciclista su strada Tadej Pogačar, vincitore del Tour de France 2020, Tour de France 2021, del Tour de France 2024, del Giro d'Italia 2024 e del Campionato Mondiale su strada 2024: all'età di 22 anni meno un giorno è il 2° ciclista più giovane ad aver vinto il Tour.
Primož Roglič, vincitore per quattro volte della Vuelta a España (nel 2019, 2020, 2021 e 2024), del Giro d'Italia 2023 e della prova a cronometro dei Giochi olimpici di Tokyo 2020, oltre che vincitore di svariate tappe dei grandi giri, nonché di altre corse a tappe più brevi.
Ogni anno, dal 1993, si svolge il Giro di Slovenia, una breve corsa a tappe composta da 5 frazioni che ha luogo nel mese di giugno.
Nella disciplina dell’ultraciclismo è famosa la figura di Jure Robič, cinque volte vincitore della Race Across America.

### Calcio
La Nazionale di calcio della Slovenia, che ha giocato la sua prima gara nel 1992, un anno dopo la separazione dalla Jugoslavia, ha come attuale capocannoniere Zlatko Zahovič, con 35 reti.

### Ginnastica artistica
Uno dei più importanti ginnasta iugoslavi naturalizzato sloveno fu Leon Štukelj, vincitore di diverse medaglie d'oro sia alle Olimpiadi che ai campionati mondiali.

### Giochi olimpici
Tra le più titolate campionesse olimpiche slovene ricordiamo Tina Maze, nello sci alpino, con 2 ori e due argenti.
La prima medaglia d'oro olimpica per la Slovenia, venne dal canottaggio, ai Giochi olimpici di Sydney 2000, con Iztok Čop e Luka Špik, nel due di coppia.
La prima medaglia olimpica per la Slovenia fu la medaglia di bronzo vinta nel canottaggio (due senza), da Iztok Čop e Denis Žvegelj, a Barcellona 1992

## Tradizioni e folclore
Una delle rappresentazioni sacre in lingua slovena celebri è la Passione di Škofja Loka, riproposta nel 1999 e nell'anno del Giubileo, il 2000. Si tratta del più antico libro conservato sulla Passione di Cristo.
Per quanto concerne la mitologia slovena da ricordare la figura del leggendario camoscio bianco Zlatorog che vive sulle alture del Monte Tricorno (o Monte Triglav) e la cui leggenda è ben nota anche nel Friuli-Venezia Giulia.

## Gastronomia
Nell'ambito della gastronomia slovena possiamo ritrovare un tipo di cucina che va da quella della Pannonia, delle Alpi, a quella della penisola balcanica, fino ad arrivare alla cucina mediterranea.

## Festività e ricorrenze nazionali
| Data         | Nome                                                    | Nome sloveno                              | Significato |
| ------------ | ------------------------------------------------------- | ----------------------------------------- | --- |
| 8 febbraio   | Giorno di Prešeren, festa della cultura slovena         | Prešernov dan, slovenski kulturni praznik | Celebra la cultura slovena. La data è in onore alla data della morte del poeta France Prešeren, nel 1849                    |
| 27 aprile    | Giorno della rivolta contro l'occupante                 | Dan upora proti okupatorju                | Celebra l'anniversario della nascita del Fronte di Liberazione del Popolo Sloveno, nel 1941                                 |
| 25 giugno    | Giorno della statualità (festa nazionale slovena)       | Dan državnosti                            | Celebra l'indipendenza dalla RSF di Iugoslavia, nel 1991                                                                    |
| 15 settembre | Festa del ritorno del Litorale sloveno alla madrepatria | Dan vrnitve Primorske k matični domovini  | Celebra il ritorno del Litorale sloveno alla madrepatria, nel 1947 col trattato di Parigi fra l'Italia e le potenze alleate |
| 26 dicembre  | Giorno dell'Indipendenza e dell'Unità                   | Dan samostojnosti in enotnosti            | Celebra la proclamazione del referendum sull'indipendenza slovena, nel 1990                                                 |